# 275
275 (CCLXXV) var ett normalår som började en fredag i den julianska kalendern.

## Händelser

### Januari
- 4 januari – Sedan Felix I har avlidit året innan väljs Eutychianus till påve.

### September
- September – Den romerske kejsaren Aurelianus mördas av sina trupper, medan han förbereder en invasion av Persien.
- 25 september – Marcus Claudius Tacitus utnämns av senaten till kejsare mot sin vilja.

### Okänt datum
- Gallien plundras av frankerna och alemannerna.

## Födda
- Georg, soldat i den romerska armén och kristen martyr och helgon (död omkring detta år eller 280)

## Avlidna
- September – Aurelianus, romersk kejsare sedan 270 (mördad)
- Mani, grundare av manikeismen (död omkring detta år)